# Christuskirche (Flensburg)

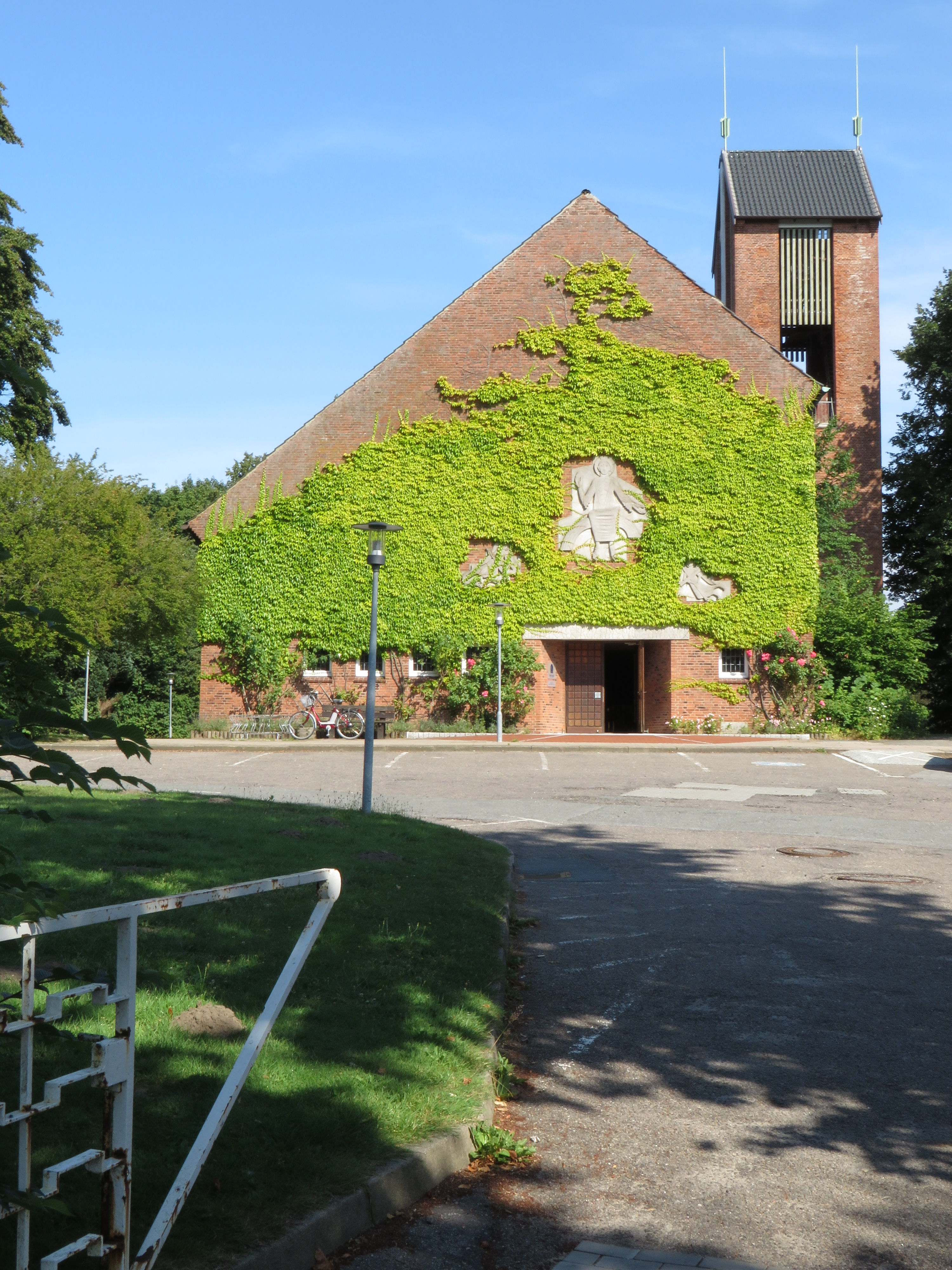
Die Christuskirche mit Kirchplatz

Die Christuskirche ist eine evangelisch-lutherische Kirche im Stadtteil Mürwik der Stadt Flensburg in Schleswig-Holstein. Der denkmalgeschützte, moderne Kirchenbau, in dessen Umgebung auch das Gemeindehaus und Pastorat zu finden ist, liegt in der Fördestraße 4 bis 8. Das Zentrum von Mürwik, der Twedter Plack, liegt unweit der Kirche.

## Geschichte
Ursprünglich wurde das Mürwiker Gebiet von der Gemeinde Adelby betreut und besaß keine eigene Kirche. Mit dem Bau der Marineschule Mürwik sollte auch eine zugehörige Garnisonskirche errichtet werden. Die Pläne sahen zunächst an der Wasserseite, nördlich der Schule, eine große viertürmige Schlosskirche vor, die von der später ebenfalls nicht weiter ausgebauten Burgmauer mit umschlossen sein sollte. Die Pläne wurden jedoch nicht realisiert. Die Aula der Schule sollte deshalb als Andachts- und Kirchenraum mitbenutzt werden. In der Weimarer Republik fehlte das benötigte Geld. 1932 erhielt Mürwik nur eine kleine Kapelle. In der Zeit des Nationalsozialismus zeigte der NS-Staat kein Interesse an dem Neubau einer Garnisonskirche mit entsprechender Größe. Nach dem Ende des Zweiten Weltkrieges wuchs die Bevölkerung Flensburgs stark an. Insbesondere der Gemeindeanteil in Mürwik wuchs durch zugezogene Flüchtlinge erheblich.

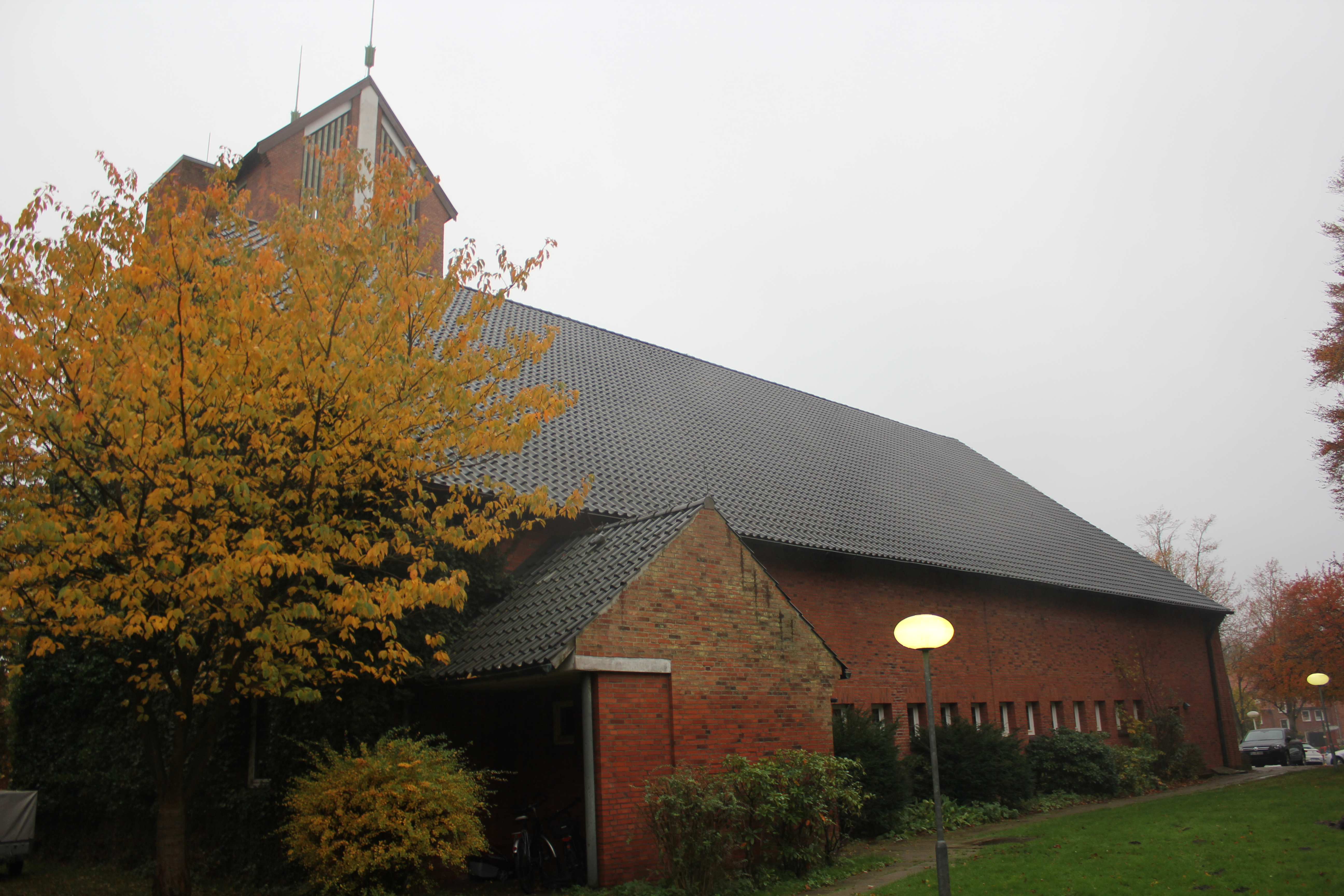
Seitenansicht der Kirche

1950 wurde Mürwik schließlich eine selbständige Kirchengemeinde. Ihr Kirchengebäude wurde letztendlich in den Jahren 1957 bis 1958 in der Nähe der Marineschule Mürwik nach Plänen der Hamburger Architekten Bernhard Hopp und Rudolf Jäger, errichtet und erhielt den Namen Christuskirche. Die Kapelle soll bald darauf abgebrochen worden sein, wobei das Gemeindehaus, das an deren Stelle errichtet wurde, heute noch Altbaubestände der Kapelle beherbergen soll.
Am 2. November 1958 fand die Kirchweihe statt. An den Baukosten von 630.000 DM hatte sich die Bundesmarine mit 250.000 DM beteiligt. Die Kirche fungierte und fungiert seitdem auch als Garnisonskirche des Stützpunktes Flensburg-Mürwik. Bis in die 1990er Jahre hatten viele in der Gemeinde Verbindungen zur Bundesmarine, die im Stadtteil Mürwik recht stark präsent war, was Einfluss auf das Gemeindeleben hatte. Mittlerweile hat sich dies jedoch verändert. Nachdem die Bundeswehr und die Bundesmarine ihre Standorte in der Region Flensburg, so auch in Mürwik, verkleinerten, ist der Anteil der Militärangehörigen heutzutage geringer. Seit Anfang 2004 existiert zudem die ökumenische Sankt Nikolaus Kapelle an der Marineschule Mürwik. Sie befindet sich neben der Aula der Schule, welche weiterhin zeitweise mitbenutzt wird. Der evangelische Militärdekan ist aber weiterhin in der Mürwiker Gemeinde der Christuskirche involviert und sitzt zudem auch im Gemeindekirchenrat der Christuskirche (vgl. auch: Gorch-Fock-Haus). Um die Gemeinde nicht zu groß werden zu lassen, entstand außerdem mit dem Gemeindezentrum Fruerlund eine Tochtergemeinde.

## Architektur und Ausstattung
Über dem Eingang steht in Stein das Bibelzitat (Offb 11,15 ), gemäß der Lutherübersetzung, geschrieben: „Es sind die Reiche der Welt unseres Herrn und seines Christus geworden † und er wird regieren von Ewigkeit zu Ewigkeit † Amen“. Darüber thront der richtende Jesus Christus (vgl. Jüngstes Gericht) auf dem Regenbogen, das Zeichen des Friedensbundes zwischen Gott und dem Menschen. Zu seiner linken und rechten sind zwei Engel. Der eine trägt das Kreuz und der andere eine Lanze. Diese Muschelkalkreliefs wurden von der Künstlerin Ursula Querner geschaffen.
Das Kreuz der Kirche im Innenraum ist ein ehemaliges Triumphkreuz aus der Zeit um 1500, das ehemals in einer spätgotischen, später abgerissenen Kirche in Wilster hing.
Das Altarretabel entstand 1958 in Verbindung mit Charles Crodel und Vera von Claer-Crodel. Sie führte wie auch das Altarretabel der Kirche Handewitt die Emailarbeit und das von ihr entworfene Altargerät aus.
Ansonsten zeigt der moderne Kirchenbau eher eine karge Ausstattung, so sind kaum Bilder vorhanden. Die Kirche besitzt aber dennoch einen eher typischen Aufbau, so sind Kirchenbänke und eine Kirchenorgel vorhanden. 2003 wurde die Orgel gegen eine bessere mit mehr Registern ausgetauscht. Der kostenlos verteilte und im Internet abrufbare Gemeindebrief trägt den Namen Die Brücke.
Die Orgel wurde 2003 von der Orgelbaufirma Mühleisen (Leonberg) erbaut. Das Schleifladen-Instrument hat 30 Register auf zwei Manualwerken und Pedal. Die Spiel- und Registertrakturen sind mechanisch.
| I Hauptwerk C–g3 |       |
| Bourdon          | 16′   |
| Principal        | 8′    |
| Gamba            | 8′    |
| Gedeckt          | 8′    |
| Octave           | 4′    |
| Spitzflöte       | 4′    |
| Quinte           | 2 ⁄3′ |
| Superoctave      | 2′    |
| Mixtur IV        | 1 ⁄3′ |
| Trompete         | 8′    |

| II Schwellwerk C–g3 |        |
| Geigenprincipal     | 8′     |
| Bourdon             | 8′     |
| Salicional          | 8′     |
| Voix celeste        | 8′     |
| Fugara              | 4′     |
| Traversflöte        | 4′     |
| Nasat               | 2 ⁄3′  |
| Doublette           | 2′     |
| Terz                | 1 3⁄5′ |
| Fourniture V        | 2 ⁄3′  |
| Trompete harm.      | 8′     |
| Oboe                | 8′     |
| Tremulant           |        |

| Pedalwerk C–f1 |     |
| Principalbaß   | 16′ |
| Subbaß         | 16′ |
| Octavbaß       | 8′  |
| Violoncello    | 8′  |
| Octave         | 4′  |
| Posaune        | 16′ |
| Trompete       | 8′  |
| Clarine        | 4′  |

* Koppeln: II/I, II/II (Suboktavkoppel), I/P, II/P

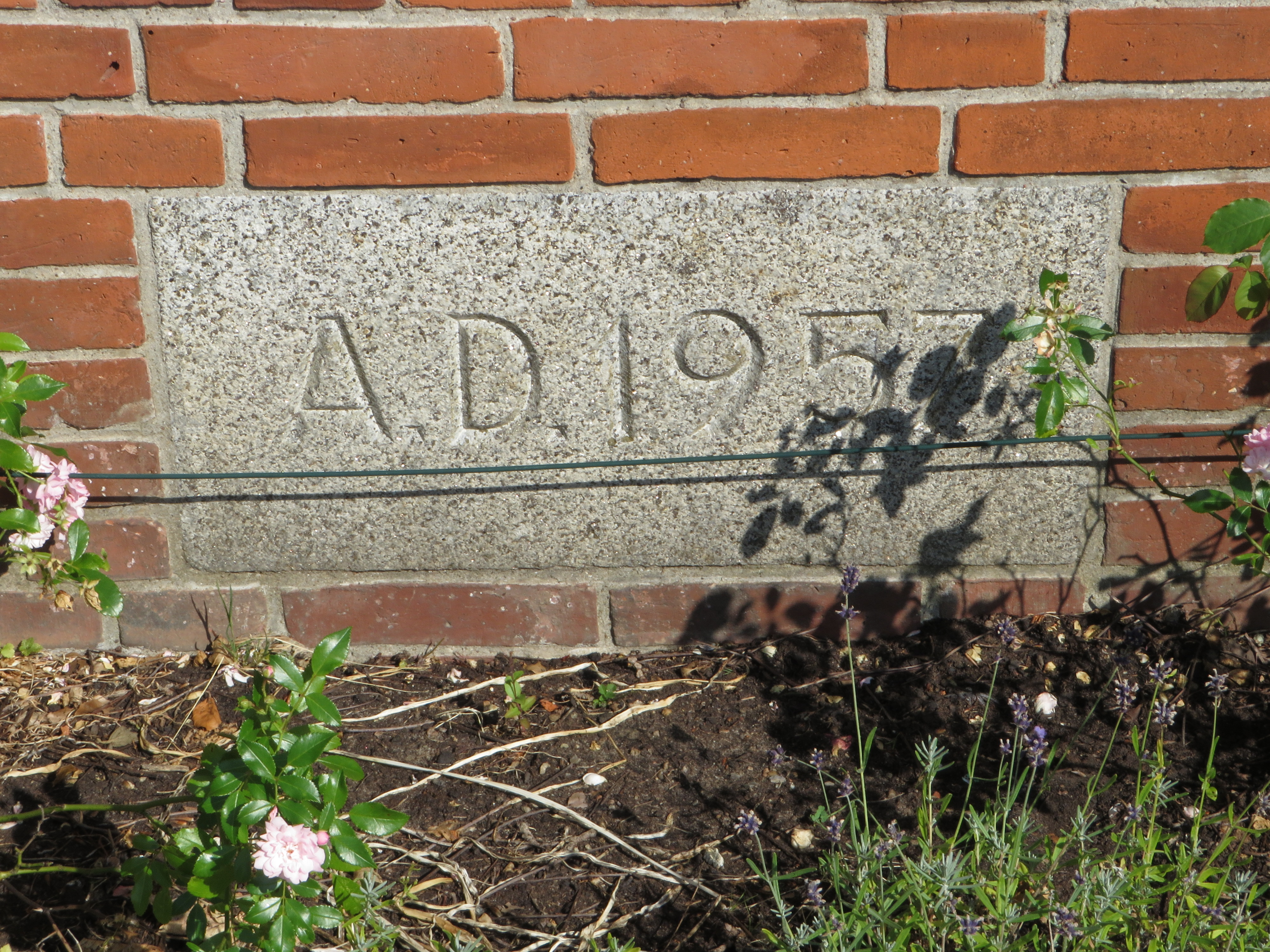
Jahresstein mit dem Jahr der Erbauung
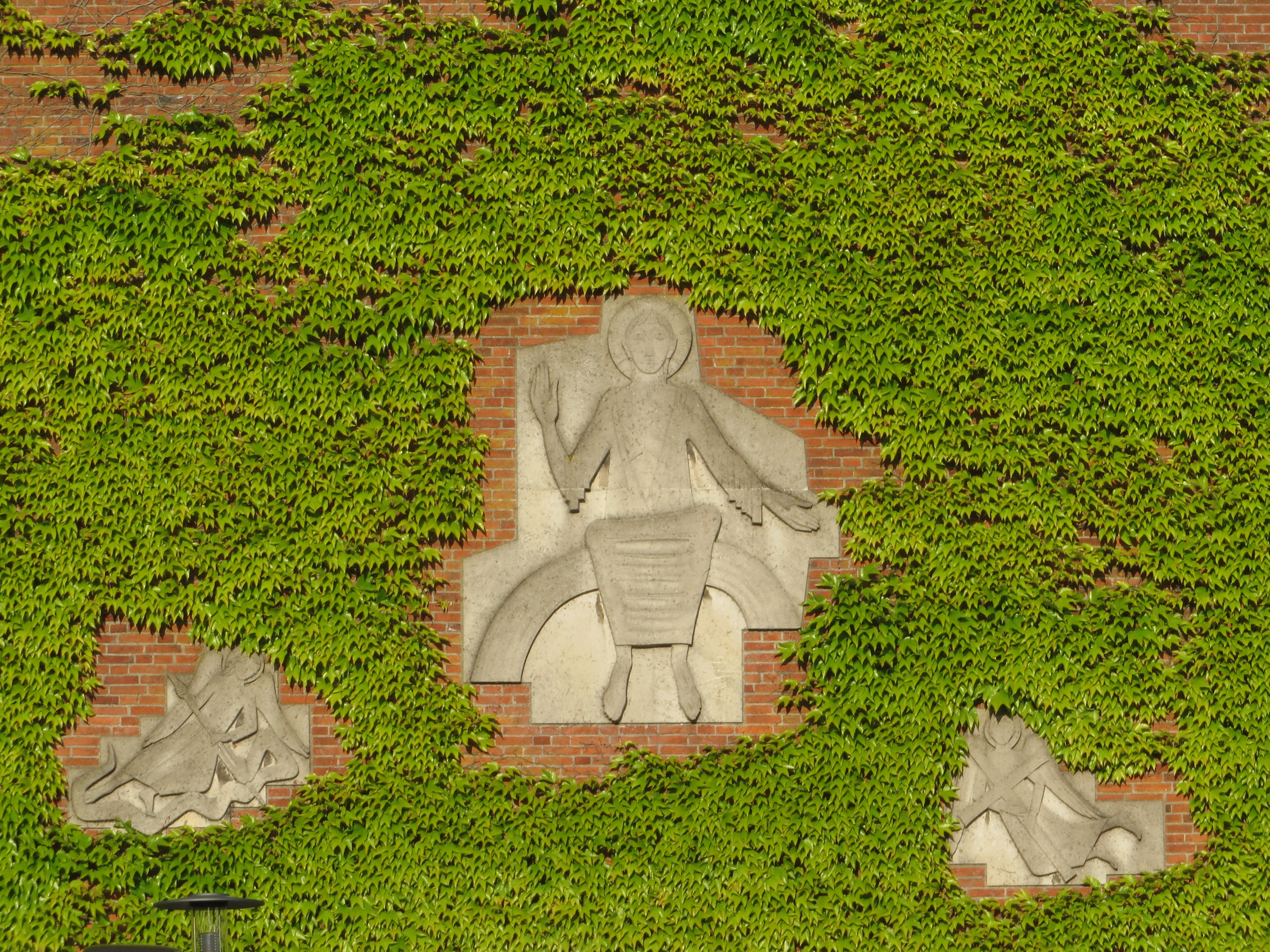
Das Relief über dem Eingangsportal
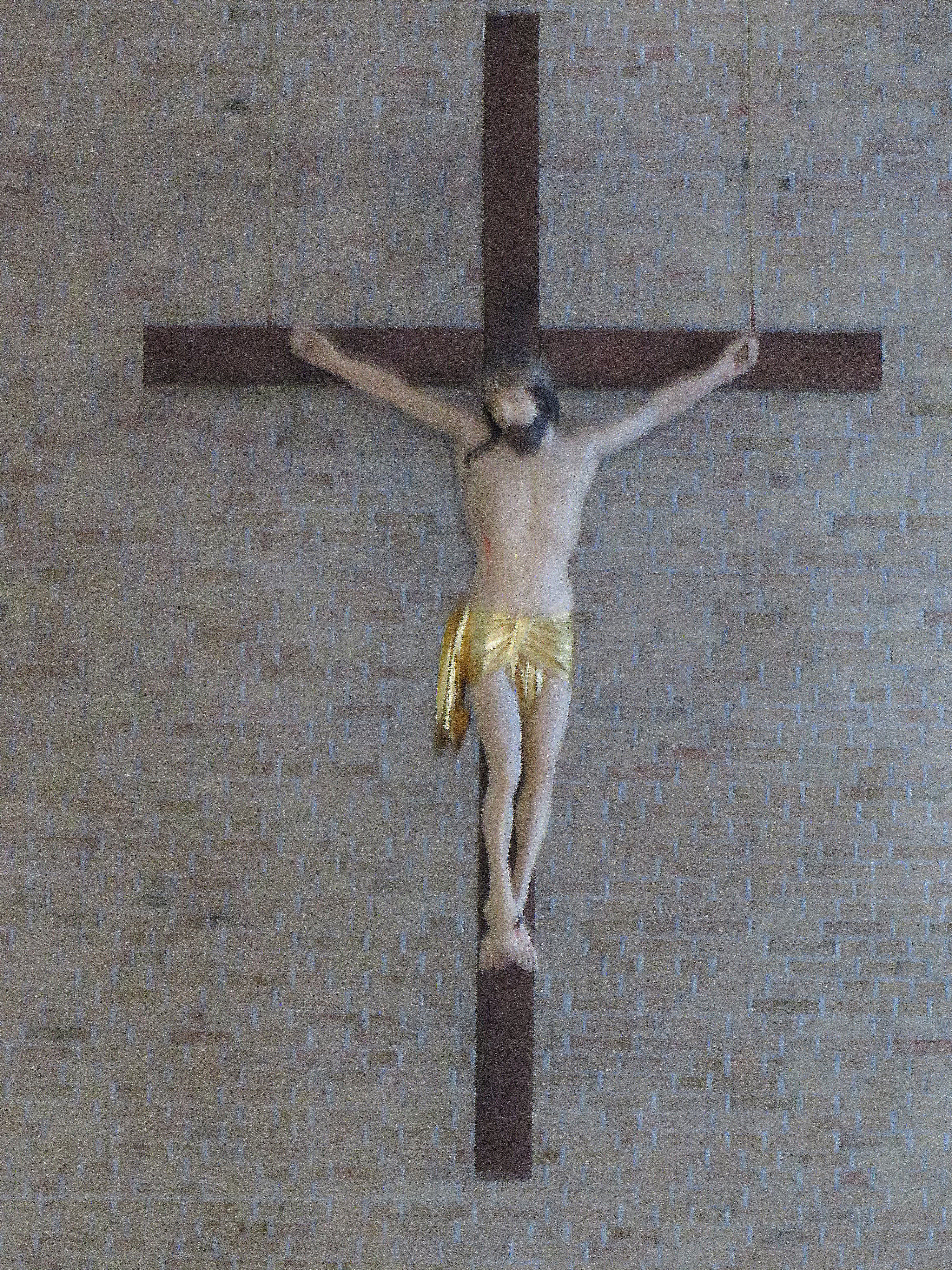
Das große Triumphkreuz der Christuskirche aus dem 16. Jahrhundert
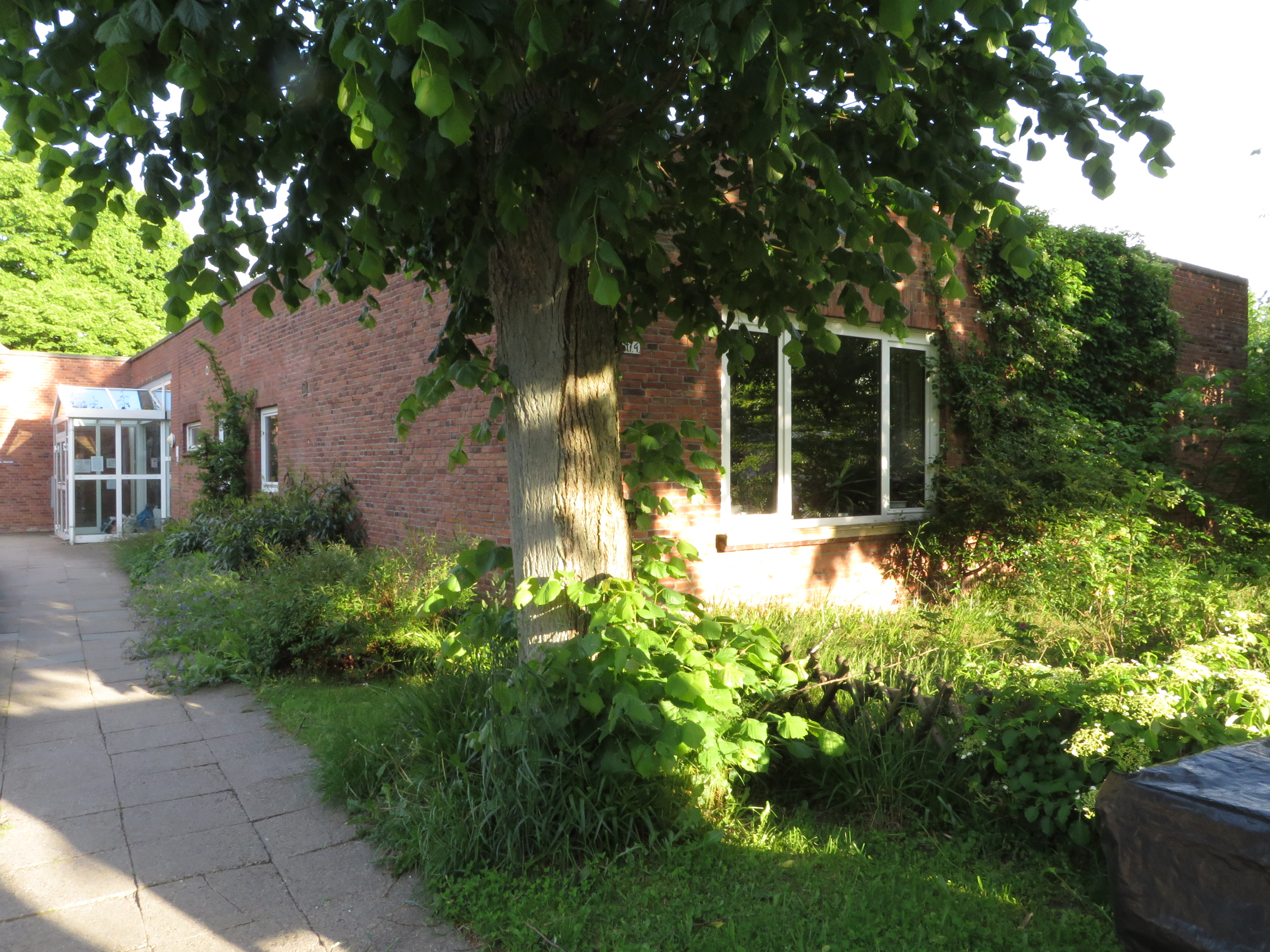
Kapellenflügel des Gemeindehauses

## Verschiedenes
- Der Kirche gegenüber liegt die Marinesiedlung (Flensburg-Mürwik).
- Einmal monatlich zeigt der Flensburger Kinderkino Filmzirkel Kinofilme in der Kirchengemeinde Mürwik zu einem Eintrittspreis von einem Euro.